# Dream of a Rarebit Fiend (film)
Dream of a Rarebit Fiend is een Amerikaanse korte film uit 1906, van Edwin S. Porter en Wallace McCutcheon, gebaseerd op de krantenstrip Dream of the Rarebit Fiend van Winsor McCay.
De film bevindt zich in het publieke domein.

## Verwijzingen
- (en)   Dream of a Rarebit Fiend in de Internet Movie Database
- Dream of a Rarebit Fiend op YouTube